# Loretánský poklad

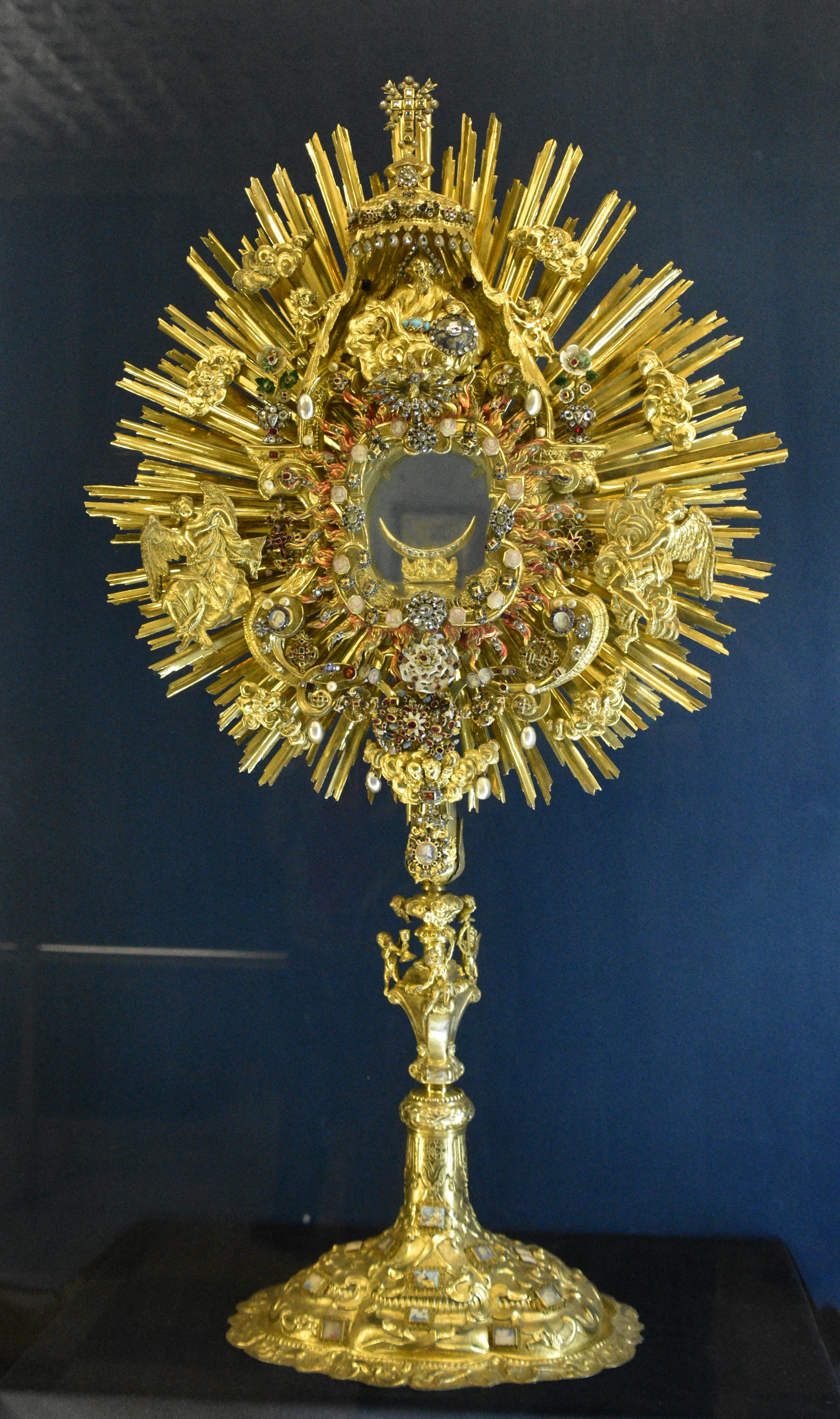
Monstrance která je součástí Loretánského pokladu.

Loretánský poklad v Praze, nazývaný též Loretánská klenotnice je rozsáhlá sbírka několika set liturgických a votivních uměleckých předmětů, šperků i užitkového nářadí a nádobí, uchovávaná řádem menších bratří kapucínů v pražské Loretě. Po Svatovítském pokladu Metropolitní kapituly je druhou nejcennější chrámovou klenotnicí v České republice.

## Historie
Předměty byly shromažďovány od založení Lorety v roce 1626, zprvu především zakladatelkou Benignou Kateřinou z Lobkovic (̝1594-1653). Pocházejí převážně z období baroka. V letech 1699 až 1702 pro něj byla vybudována zvláštní místnost v přízemí ambitu. V období 2. světové války byla sbírka ukryta před nacisty v suterénu pod ambity tak, že vstup a větrací okénka byla zazděna. V letech 1950-1951 byla sbírka objevena, vyzvednuta a zkonfiskována. Část převzalo Uměleckoprůmyslové muzeum v Praze, další část Národní muzeum v Praze. Nejvýznamnější předměty byly převedeny pod správu Muzea hl. m. Prahy. Tento soubor precios a parament byl do roku 1965 restaurován a přesunut do dvou nově zabezpečených trezorových místností v 1. patře, kde je vystavena dosud. Kromě pokladu byly v 60. letech 20. století v ambitu vystaveny také pravoslavné ikony. Po návratu kapucínů do kláštera roku 1990 následovala restituce a sbírky byly opět sjednoceny pod vlastní správu řádu.

## Obsah sbírek
Poklad tvoří preciosa (tj. předměty z drahých kovů k účelům liturgie a kultu), paramenta (chrámové textilie), utensilia (původně užitkové předměty), šperky, sochy a obrazy.

## Stálá expozice

### Nejstarší předměty
- Kalich se smaltovanými polopostavami šesti svatých patronů na kupě a s šesti plastikami světců a patce je pozdně gotický, datovaný rokem 1510.
- Deskový obraz Panny Marie s Ježíškem a vinným hroznem, manýristická olejomalba z doby kolem roku 1600.
- Domácí oltářík se stolním betlémem v podobě chrámové architektury z černě mořeného dřeva, vykládaného stříbrem a slonovinou, pod obloukem jsou stříbrné figurky scény Klanění pastýřů, v nástavci Pieta a nad ní Kristus vzkříšený; vytvořil jej zlatník Abraham Lotter mladší v Augsburgu v letech 1618-1625

### Kříže
- Křišťálový oltářní kříž na stříbrné noze, se znakem a iniciálami pražského arcibiskupa Arnošta Harracha
- Ebenový kříž s ukřižovaným Kristem ze slonoviny
- Souprava stolního kříže a dvou jehlancových relikviářů ze stříbrného filigránu

### Monstrance
- Nejcennější je zlatá monstrance, zvaná Pražské slunce z let 1699-1705. Vytvořili ji vídeňský zlatník Johann Baptista Khünischbauer (též Känischbauer) a vídeňský klenotník Matthias Stegner se svými tovaryši podle grafického návrhu císařského dvorního architekta Jana Bernarda Fischera z Erlachu. Monstranci vytvořili z odkazu hraběnky Ludmily Evy Františky Kolowratové, rozené Hýzrlové z Chodů, která na ni darovala zlato, stříbro a 6568 diamantů ze svých svatebních šatů, z nichž 6222 diamantů bylo použito.
- Velká perlová monstrance – sluncová monstrance ze zlaceného stříbra, s konstrukcí z drátků, na nichž jsou navlečeny stovky drobných vrtaných perel, drátky jsou stáčené do volut a ornamentů a proplétané kolem stříbrných tepaných reliéfů; dílo řádového mistra z roku 1740
- Malá perlová monstrance – barokní sluncová monstrance zhotovená z arabského zlata, ověšená velkými mořskými perlami asymetrického tvaru, dar Eleony hraběnky z Nostitz- Rhienecku, rozené z Lobkowicz, 1680
- Monstrance s hlohovým věncem, dílo F. V. Voitländera (1721), věnec tvoří červené mořské korály
- Prstenová monstrance, zhotovil ji F. M. Redelmayer s využitím votivních darů prstenů z oltáře Loretánské madony ve Svaté chýši, (1748).
- Lobkowiczká monstrance
- Menší valdštejnská monstrance s figurkou praotce Abraháma nesoucího rodokmen Kristův (s valdštejnským erbem na patce)

### Ostatní předměty
- Burza a kalich vykládané českými granáty a modrým emailem, z doby kolem roku 1700
- Kalich s figurkou sv. Markéty na dříku, darovala hraběnka Marie Markéta Valdštejnová roku 1721
- Misál vytištěný v Antverpách roku 1696, s deskou z roku 1703, vykládanou českými granáty a modrým emailem
- Čtyři korunky Loretánské madony a Ježíška ze zlaceného stříbra, z let 1723 a 1735, vytvořil pražský zlatník Leopold Lichtenschopf
- Stříbrný reliéf Nanebevzetí Panny Marie
- Nástěnný korálový oltářík a korálový podnos, práce sicilských klenotníků z Trapani

### Paramenta
- Mitra pretiosa s drahokamy a perlovou výšivkou pražského arcibiskupa a kardinála Arnošta Harracha
- Bílá mitra s perlovou výšivkou jména Maria, 17. století
- Zlatá kasule
- Dva páry pontifikálních rukavic

## Výstavy
Stálou expozici klenotnice každoročně doplňuje časová výstava z dějin či uměleckých sbírek řádu menších bratří – kapucínů.